# Conan el Bárbaro (juegos de rol)
El universo de espada y brujería de Conan el Bárbaro ha sido adaptado a juego de rol en diferentes ocasiones. Hasta la fecha ha habido tres juegos de rol oficiales de Conan, pero también han existido series editoriales de suplementos de Conan para juegos originalmente no relacionados con él.

## Suplementos de juego de rol

### ElConandeAdvanced Dungeons & Dragons
Tras el éxito de la película de 1982, la editorial TSR obtuvo en 1984 una licencia para publicar un juego de rol titulado Conan. (Conan Properties International era entonces y desde 1976 la detentora de los derechos de propiedad intelectual de los relatos y del personaje de Conan). En la espera de la publicación del juego dos suplementos de Dungeons & Dragons fueron publicados para ser jugados con el sistema de juego de la edición titulada Advanced Dungeons & Dragons:
- Conan Unchained! (1984)
- Conan Against Darkness! (1984)

### ElConandel sistemaGURPS
El otro sistema de juego para el que se publicaron suplementos de rol ambientados en el mundo de Conan fue el sistema GURPS, de la editorial Steve Jackson Games. Después de haber lanzado GURPS en 1986 Steve Jackson Games adquirió la licencia de Conan Properties International en 1988. El primer suplemento de GURPS para Conan fue GURPS Conan: Beyond Thunder River, una aventura destinada a ser jugada en solitario. Al año siguiente, en 1989, lanzó el suplemento plenamente dedicado a la adaptación de GURPS a la era de Conan: GURPS Conan. Los suplementos siguientes fueron todos continuaciones de GURPS Conan: Beyond Thunder River, es decir, aventuras en solitario:
- GURPS Conan: Beyond Thunder River (1988)
- GURPS Conan (1989)
- GURPS Conan and the Queen of the Black Coast (1989)
- GURPS Conan: Moon of Blood (1989)
- GURPS Conan: The Wyrmslayer (1989)

## Juegos de rol independientes

### Conan Role-Playing Game(1985)
Tras la etapa provisional de la publicación de suplementos para el sistema de Advanced Dungeons & Dragons, el juego Conan Role-Playing Game fue finalmente publicado en 1985 por TSR. Gozó de un sistema de juego concebido por David «Zeb» Cook a partir del sistema que otro diseñador de juegos de TSR, Jeff Grubb, había ideado para el juego de rol de superhéroes Marvel Super Heroes (TSR, 1984).
Conan Role-Playing Game gozó en su tiempo de la publicación de tres suplementos, todos publicados en 1985:
- Conan the Buccaneer (1985)
- Conan the Mercenary (1985)
- Conan Triumphant (1985)

En 2007, Mark Krawec, de la comunidad de jugadores de rol RPGnet, espurgó el sistema de juego de Conan Role-Playing Game de todos los contenidos con licencia relacionados con Conan y la Era Hiboria. Publicó gratuitamente estas reglas de juego bajo el título de ZeFRS (Zeb's Fantasy Roleplaying System, literalmente: «Sistema de Zeb para juegos de rol de fantasía»).

### Conan: The Roleplaying Game(2004)
Conan: The Roleplaying Game es una edición OGL publicada por primera vez en enero de 2004 por la editorial británica Mongoose Publishing, con el sistema d20 como sistema de juego. En agosto de 2004 Mongoose lanzó una reimpresión del juego con corrección de erratas, reimpresión a la que llamó Atlantean Edition (literalmente: «edición atlántea») y en 2007 lanzó una segunda edición, la última que se publicó. En total, a lo largo de las dos ediciones del juego, Mongoose Publishing publicó 38 suplementos para Conan: The Roleplaying Game hasta que finalmente, en 2010, abandonó la licencia de explotación del juego.

### Conan: Adventures in an Age Undreamed Of(2016)
En 2015 otra compañía británica, Modiphius Entertainment, adquirió de nuevo la licencia de explotación de juegos de rol basados en el personaje de Conan y en su universo de ficción, la Era Hiboria. Al año siguiente, tras un crowdfunding mediante Kickstarter llevado a cabo con éxito entre los meses de febrero y marzo de 2016, Modiphius procedió a publicar el que todavía es hoy en día el juego de rol oficial de Conan el Bárbaro, el juego Conan: Adventures in an Age Undreamed Of (literalmente Conan: Aventuras en una era inimaginable).

## Traducciones al español
La editorial madrileña La Factoría de Ideas anunció en 1996 que publicaría una traducción al castellano del suplemento para GURPS (GURPS Conan), pero finalmente el proyecto fue abandonado. La agencia española del ISBN incluye en su base de datos un ISBN (84-88966-19-9) correspondiente en realidad a un libro que nunca salió de imprenta.
La editorial sevillana Edge Entertainment publicó en febrero de 2005 con el título Conan, el juego de rol (edición atlántea) la edición atlántea de Mongoose Publishing (Conan: The Role-Playing Game - Atlantean Edition). Junto al libro básico de reglas los suplementos traducidos hasta la fecha son los siguientes:
- Conan, el juego de rol[6]
- Los pergaminos de Skelos
- Islas piratas
- Aquilonia: Flor de Occidente
- Los señores del acero
- Pantalla del director de juego

El actual juego de rol oficial de Conan (Conan: Adventures in an Age Undreamed Of) ha sido traducido al castellano por Ediciones Holocubierta.Junto al libro básico de reglas los suplementos traducidos hasta la fecha son los siguientes:
- Conan - Aventuras en una era inimaginable (Libro Básico)
- Conan - Pantalla y Herramientas del DJ
- Conan - Guía del Jugador
- Conan - Los Tronos Enjoyados de la Tierra
- Conan - El Libro de Skelos
- Conan - Horrores de la Era Hiboria
- Conan - El Ojo del Buitre
- Conan - La Isla de los Eones
- Conan - Los hijos de Vidarna
- Conan - Los moradores del abismo